# Antek kombinator
Antek kombinator – polska, czarno-biała, niema komedia z roku 1913.

## Obsada
- Antoni Fertner – Antek
- Mary Mrozińska
- Helena Pawłowska
- Jerzy Leszczyński
- Marian Domosławski